# Supercoppa del Belgio 1990
La Supercoppa del Belgio 1990 (in francese Supercoupe de Belgique, in fiammingo Belgische Supercup) è stata l'11ª edizione della Supercoppa del Belgio di calcio.
La partita fu disputata dal Club Bruges, vincitore del campionato, e dal RFC Liegi, vincitore della coppa.
L'incontro si giocò l'8 agosto 1990 allo Stadio Jan Breydel di Bruges e vinse il Club Bruges dopo i tiri di rigore, aggiudicandosi il suo quarto titolo.

## Tabellino
| Bruges 8 agosto 1990                         | Club Bruges          | 2 – 2 | RFC Liegi | Stadio Jan Breydel |
| \| \| \| \| \| \| Tiri di rigore 7 – 6 \| \| |                      |       |           |                    |
|                                              |                      |       |           |                    |
|                                              | Tiri di rigore 7 – 6 |       |           |                    |